# Olena Janowska
Olena Oleksandriwna Janowska (ukrainisch Олена Олександрівна Яновська; englisch Olena Oleksandrivna Yanovska; * 15. Februar 1990 in Luzk, Ukrainische SSR, Sowjetunion) ist eine ehemalige ukrainische Hürdenläuferin, die sich auf die 100-Meter-Distanz spezialisiert hat.

## Sportliche Laufbahn
Erste internationale Erfahrungen sammelte Olena Janowska im Jahr 2011, als sie bei den U23-Europameisterschaften in Ostrava in 13,49 s den sechsten Platz über 100 m Hürden belegte und mit der ukrainischen 4-mal-100-Meter-Staffel disqualifiziert wurde. 2015 schied sie bei den Halleneuropameisterschaften in Prag mit 8,27 s im Vorlauf über 60 m Hürden aus und im Jahr darauf kam sie bei den Europameisterschaften in Amsterdam mit 13,23 s ebenfalls nicht über die Vorrunde über 100 m Hürden hinaus. Anschließend nahm sie an den Olympischen Sommerspielen in Rio de Janeiro teil und schied dort mit 13,32 s in der ersten Runde aus. 2017 kam sie bei den Halleneuropameisterschaften in Belgrad mit 8,33 s erneut nicht über den Vorlauf über 60 m Hürden hinaus. 2020 bestritt sie ihre letzten offiziellen Wettkämpfe und beendete daraufhin ihre aktive sportliche Karriere im Alter von 30 Jahren.
2011 wurde Janowska ukrainische Hallenmeisterin im 60-Meter-Hürdenlauf.

## Persönliche Bestzeiten
- 100 m Hürden: 13,00 s (+1,3 m/s), 25. Juni 2016 in Almaty
  - 60 m Hürden (Halle): 8,16 s, 17. Februar 2015 in Łódź